# Paul McCandless
Paul Brownlee McCandless jr. (Indiana, 24 maart 1947) is een Amerikaanse jazzmuzikant (saxofoon, klarinet, hoorn, hobo).

## Jeugd
Paul McCandless werd geboren in een muzikale familie. Zijn vader (die ook hobo en Engelse hoorn speelde) leerde hem klarinet en zijn moeder piano. Hij ging naar de Manhattan School of Music. In 1971 deed hij auditie bij de New York Philharmonic met Engelse hoorn en was finalist.
McCandless heeft een reeks platen uitgebracht van zijn eigen composities met bands die hij leidde, waaronder All the Mornings Bring (Elektra/Asylum, 1979), Navigator (Landslide, 1981), Heresay (Windham Hill, 1988), Premonition (Windham Hill, 1992). Met Oregon heeft hij meer dan twintig albums opgenomen, evenals verschillende albums met Paul Winter.
In 1996 won McCandless een Grammy Award voor «Best Pop Instrumental» met Béla Fleck and the Flecktones. Hij won ook Grammy's in 2007 en 2011 met het Paul Winter Consort voor «Best New Age Album» en in 1993 voor het album Heaven and Earth van Al Jarreau. Zijn optreden op Oregons album 1000 Kilometers werd in 2009 genomineerd voor een Grammy voor «Best Jazz Instrumental Solo». Hij won de DownBeat Critics' Poll voor «Best Established Combo», de Deutscher Schallplatten Preis voor zijn album Ectopia en de Arbeitskreis Jazz im Bundesverband der Phonographishen Wirtschaft Gold Record Award.
In 1985 toerde McCandless door Europa met bassist Barre Phillips en de Duitse klarinettist Theo Jörgensmann. Hij was gastmuzikant bij Béla Fleck and the Flecktones, verscheen op het album Greatest Hits of the 20th Century uit 1999 en het album Live at the Quick uit 2002 en toerde met tablamuzikant Sandip Burman. Eind jaren 1990 was hij te gast bij Leftover Salmon en The String Cheese Incident. Hij stond op het podium in duetten met pianist Art Lande, met wie hij het album Skylight opnam. Sinds 2013 speelt hij regelmatig in Europa met het Samo Salamon Bassless Trio.
McCandless is actief in de klassieke muziek. Als orkestsolist trad hij op met het Camerata Chamber Orchestra of Mexico City, het Saint Paul Chamber Orchestra, Philadelphia Orchestra, Buffalo Philharmonic Orchestra, Los Angeles Philharmonic en het Stuttgart Radio Symphony Orchestra. Drie van Paul's orkestpartituren zijn te horen op het album Oregon in Moskou. Het openingsnummer Round Robin ontving in 2001 Grammy-nominaties voor «Best Instrumental Composition» en «Best Instrumental Arrangement».
In 2014 begon McCandless op te treden met het jazztrio Charged Particles uit San Francisco, waaronder het openen van het 2015 San Luis Obispo Jazz Festival met hen en headliner op het Stanford Jazz Festival. Het kwartet is verschenen in Birdland (in New York), Blues Alley (in Washington D.C.), Yoshi's Jazz Club, The Musical Instrument Museum in Phoenix, The Dakota Jazz Club en andere locaties in de Verenigde Staten. In 2017 deden McCandless en Charged Particles een tiendaagse tournee door Indonesië, met optredens in de Motion Blue Jazz Club (Jakarta), Jazz Centrum (Soerabaja) en het Jazz Gunung Bromo Festival (op Mount Bromo).
Hij speelde samen met diverse andere muzikanten, waaronder Eberhard Weber, Michael Di Pasqua of David Darling. Tijdens een dubbel concert van Oregon improviseerde McCandles bij het tweede optreden met Andreas Vollenweider. Als begeleidings-muzikant werkte hij onder andere met Billy Hart, John Scofield, Nguyên Lê, Jerry Goodman, Zbigniew Seifert, Eddie Gomez, Béla Fleck, Bob Moses en Pierluigi Balducci.
Met een blazersoctet realiseerde hij zijn eigen third-stream-composities.

## Onderscheidingen
Voor zijn werk als componist en arrangeur op het album Oregon in Moscow (2000) werd McCandless in 2002 in twee categorieën genomineerd voor Grammy Awards.
- Bibsys: 4053561
- Bibliothèque nationale de France: cb13897280j (data)
- Gemeinsame Normdatei: 134450663
- International Standard Name Identifier: 0000 0000 7839 8603
- Library of Congress Control Number: nb2005019302
- MusicBrainz: 29cfc71a-2ac7-4841-bfaa-db447262c96f
- Nationale Bibliotheek van Tsjechië: mzk2009511995
- Nationale Bibliotheek van Israël: 987007314432105171
- Nationale Bibliotheek van Polen: a0000003707167
- Réseau des bibliothèques de Suisse occidentale: 02-A006210673
- Istituto Centrale per il Catalogo Unico: MODV542990
- Système universitaire de documentation: 244035539
- Virtual International Authority File: 100847836
- WorldCat: E39PBJkTd6VYYtYXdwHc4vmmVC